# Верхньомальє
Верхньома́льє (рос. Верхнемалье) — селище у складі Підосиновського району Кіровської області, Росія. Входить до складу Демьяновського міського поселення.
Населення становить 132 особи (2010, 348 у 2002).
Національний склад станом на 2002 рік — росіяни 95 %.